# Anna Deavere Smith
Anna Deavere Smith (Baltimore, Maryland, 18 de septiembre de 1950) es una actriz, dramaturga y profesora estadounidense.

## Biografía
Hija de una directora de escuela primaria y de un comerciante de café, cursó sus estudios secundarios en la Western High School de Baltimore y luego asistió al Beaver College de la Universidad de Arcadia (Filadelfia), donde se graduó en 1971. Recibió un máster en Bellas Artes de interpretación en el American Conservatory Theater de San Francisco (California), fue artista residente del Centro para el Progreso Americano y actualmente enseña en el Departamento de Arte y Política Pública en la Escuela Tisch de Artes y en la Escuela de Derecho de la Universidad de Nueva York. Enseñó antes en la Universidad Carnegie Mellon y de 1990 a 2000 fue profesora en el departamento de teatro en la Universidad de Stanford.
Es conocida por sus papeles como la asesora de seguridad nacional Nancy McNally en la serie televisiva El ala oeste de la Casa Blanca y de administradora del hospital Gloria Akalitus en otra serie, Nurse Jackie. Recibió el premio The Dorothy and Lillian Gish en (2013), uno de los más importantes y bien retribuidos del ámbito de las artes estadounidenses, entre muchos otros honores y distinciones.
Al principio de su carrera teatral como actriz apareció en un amplio repertorio de producciones teatrales, incluyendo el papel de Mistress Quickly en un producción de Las alegres comadres de Windsor con la Compañía Riverside Shakespeare, producida por Joseph Papp y el Teatro Público del Festival de Shakespeare de Nueva York, ambientada en Nueva Orleans tras la Guerra de Secesión. Para este papel, Smith se transformó en una "mujer vudú cajún", una indicación la habilidad de la actriz para metamorfosearse que manifestaría en trabajos ulteriores.
Como dramaturga es conocida por militar dentro del llamado teatro documento en obras como Fires in the Mirror (1992) y Twilight: Los Angeles 1992; por ambos dramas unipersonales (esto es, en los que el actor principal interpreta todos los papeles) recibió el Premio Drama Desk durante dos años consecutivos. La primera versa sobre los disturbios de 1991 en Crown Heights. La segunda trata sobre los disturbios de Los Ángeles de 1992. Ambas obras fueron creadas exclusivamente con material de entrevistas. Siguieron después House Arrest (2000) y Let Me Down Easy (2008, revisada en 2009), también en el mismo estilo. The Arizona Project (2008) explora "las relaciones de las mujeres con la justicia y la ley" y fue encargada por Bruce Ferguson, director de Future Arts Research (F.A.R.), un nuevo programa de investigación dedicado a nuevos artistas promovido por la Universidad Estatal de Arizona en Phoenix.

## Teatro
- 1976: Alma, the Ghost of Spring Street
- 1985: Building Bridges, Not Walls
- 1992: Fires in the Mirror: Crown Heights, Brooklyn and Other Identities, obra unipersonal.
- 1994: Twilight: Los Angeles, 1992
- 2000: House Arrest
- 2008–2010: Let Me Down Easy

## Otras obras
- Talk to Me: Travels in Media and Politics. New York: Random House. 2000.
- Letters to a Young Artist: Straight-up Advice on Making a Life in the Arts – For Actors, Performers, Writers, and Artists of Every Kind. New York: Random House. 2006.

## Filmografía

### Cine
- 1982 : Soup for One de Jonathan Kaufer : Deborah
- 1983 : Touched de John Flynn: una operadora
- 1987 : Unfinished Business de Viveca Lindfors : Anna
- 1993 : Dave (Dave, presidente por un día) de Ivan Reitman: Mrs. Travis
- 1993 : Philadelphia de Jonathan Demme: Anthea Burton
- 1995 : The American President (El presidente y miss Wade) de Rob Reiner : Robin McCall
- 2000 : Twilight: Los Angeles de Marc Levin
- 2003 : The Human Stain (La mancha humana) de Robert Benton : Mrs. Silk
- 2004 : The Manchurian Candidate de Jonathan Demme : una experta política
- 2005 : Cry Wolf de Jeff Wadlow : Directora Tinsley
- 2005 : Rent de Chris Columbus : Mrs. Jefferson
- 2007 : The Kingdom de Peter Berg : Maricella Canavesio
- 2008 : Rachel Getting Married de Jonathan Demme : Carol
- 2018 : Can You Ever Forgive Me? : Elaine

### Televisión
- 1983 : All My Children, serie televisiva: Hazel
- 1993 : American Playhouse : Reverendo Al Sharpton / Angela Davis / papeles diversos
- 1997 : The American Experience : la narradora
- 2000 - 2006 : El ala oeste de la Casa Blanca : Nancy McNally (consejera de seguridad nacional)
- 2000 : The Practice : Kate Brunner
- 2001 : Tribunal central : Ms. Davis
- 2001 : Life 360
- 2002 : Presidio Med: Doctor Letty Jordan
- 2003 : Expert Witness (telefilme)
- 2005 : Numb3rs : la superior de Don
- 2007 : Life Support (telefilme) : Lucille
- 2009-2015 : Nurse Jackie : señorita Gloria Akalitus (jefe de personal)
- 2013 : The Surgeon General (telefilme) : la vicepresidenta
- 2015 : Black-ish : Alicia
- 2015 : Madam Secretary : Mary Campbell

- Datos: Q286777
- Multimedia: Anna Deavere Smith / Q286777